# Flyskärs Slätskär
Flyskärs Slätskär är ett skär i Åland (Finland). Det ligger i Skärgårdshavet och i kommunen Kökar i landskapet Åland, i den sydvästra delen av landet. Ön ligger omkring 71 kilometer sydöst om Mariehamn och omkring 220 kilometer väster om Helsingfors. Flyskärs
Öns area är 1,4 hektar och dess största längd är 250 meter i öst-västlig riktning. Trakten är glest befolkad. Närmaste större samhälle är Kökar, 16,4 km nordväst om Flyskärs Slätskär.